# Poecilolycia obtusilamellata
Poecilolycia obtusilamellata är en tvåvingeart som först beskrevs av Malloch 1923.  Poecilolycia obtusilamellata ingår i släktet Poecilolycia och familjen lövflugor. Inga underarter finns listade i Catalogue of Life.